# Cupșeni (gmina)
Cupșeni – gmina w Rumunii, w okręgu Marmarosz. Obejmuje miejscowości Costeni, Cupșeni, Libotin i Ungureni. W 2011 roku liczyła 3581 mieszkańców.